# Mitch Nichols
Mitchell „Mitch“ Nichols (* 1. Mai 1989 in Southport) ist ein australischer Fußballspieler in Diensten des japanischen Klubs Cerezo Osaka.

## Vereinskarriere
Nichols unterschrieb 2007 seinen ersten Profivertrag bei Queensland Roar, nachdem er zuvor als Spieler der Palm Beach Sharks in der Brisbane Premier League auf sich aufmerksam machte. In seinen ersten beiden Spielzeiten bei Roar kam er überwiegend als Ersatzspieler zum Einsatz. Erst am 28. Dezember 2008 gab er sein Startelfdebüt gegen Wellington Phoenix. In den folgenden Wochen behielt er seinen Platz in der Stammelf und erzielte in den Playoff-Spielen gegen die Central Coast Mariners zwei Treffer, bevor das Team im Preliminary Final an Adelaide United scheiterte.
Im Sommer 2013 gab er seinen Wechsel zum Ligakonkurrenten Melbourne Victory bekannt. Nach nur 14 Ligaeinsätzen und drei Tore wechselte Nichols in die J. League Division 1 zu Cerezo Osaka.

## Nationalmannschaft
Nichols kommt seit 2007 regelmäßig für die australische U-20-Auswahl zum Einsatz. 2008 nahm er als Stammspieler an der U-19-Asienmeisterschaft in Saudi-Arabien teil. Im Viertelfinale erzielte er beide Treffer beim 2:1-Sieg über Nordkorea und sicherte seinem Team damit die Qualifikation für die Junioren-WM 2009 in Ägypten.
Im März 2009 debütierte Nichols gegen Kuwait in der Qualifikation zur Asienmeisterschaft 2011 in der australischen A-Nationalmannschaft.